# Zdeněk Kolář
Zdeněk Kolář (Bystřice nad Pernštejnem, 9 ottobre 1996) è un tennista ceco.
Ha ottenuto i suoi migliori risultati in doppio, specialità nella quale ha vinto diversi titoli Challenger a partire dal 2017, mentre in singolare ha vinto i suoi primi tre titoli Challenger nel 2021. I suoi migliori ranking ATP sono stati il 110º in doppio nell'agosto 2022 e il 111º in singolare nel giugno 2022. Nel 2020 ha esordito in doppio nella squadra ceca di Coppa Davis.

## Carriera

### Juniores
Tra il 2013 e il 2014 disputa alcuni tornei nell'ITF Junior Circuit e ne vince solo uno in singolare di Grade 1 nel gennaio 2014. Nel luglio successivo raggiunge il 67º posto della graduatoria mondiale di categoria.

### 2013-2016, inizi tra i professionisti e primi titoli ITF
Nel dicembre 2013 fa la sua prima apparizione tra i professionisti in un torneo ceco del circuito ITF, l'anno dopo gioca alcuni altri tornei e in giugno vince il suo primo incontro nel circuito Challenger al torneo di doppio di Prostejov. Inizia a giocare con continuità nel circuito ITF nel 2015 e in ottobre alza il suo primo trofeo da professionista vincendo in doppio al torneo ITF Croatia F18. Nel marzo 2016 conquista il primo titolo in singolare battendo Yannick Maden nella finale del Croatia F2. Nell'arco della stagione vince un altro torneo ITF in singolare e uno in doppio, mentre a maggio disputa a Ostrava la prima finale Challenger e viene sconfitto da Constant Lestienne. In luglio sconfigge nel Challenger di Praga il nº 112 del ranking ATP Nikoloz Basilašvili e viene eliminato in semifinale da Santiago Giraldo. Tra giugno e novembre perde tre finali Challenger di doppio a Praga, Cordenons e Andria

### 2017-2018, primi titoli Challenger in doppio
Nel gennaio 2017 fa la sua prima esperienza nel circuito maggiore e viene eliminato al primo incontro di qualificazione degli Australian Open. Nel periodo successivo vince tre titoli ITF in doppio e a maggio conquista il primo titolo Challenger a Samarcanda nel torneo di doppio in coppia con Laurynas Grigelis. Vince altri due Challenger di doppio in agosto a Liberec e a Cordenons e si porta alla 138ª posizione nel ranking di specialità. All'inizio del 2018 perde due finali Challenger e in quel periodo abbandona i torni ITF dopo averne vinti quattro in singolare e cinque in doppio. A maggio sfiora la qualificazione al tabellone principale di un torneo del Grande Slam al Roland Garros, eliminato nell'incontro decisivo da Rogério Dutra da Silva. In luglio supera per la prima volta le qualificazioni in singolare di un torneo ATP a Båstad e all'esordio nel tabellone principale viene sconfitto dal campione uscente David Ferrer. Altri discreti risultati nei Challenger lo portano in agosto al 208º posto della classifica di singolare, suo nuovo best ranking. In ottobre vince il torneo di doppio all'Almaty Challenger.

### 2019-2020, cinque titoli Challenger in doppio e debutto in Coppa Davis
Nel 2019 e nel 2020 continua a raccogliere successi in doppio vincendo cinque delle otto finali disputate nei tornei Challenger. In singolare non va oltre le due semifinali Challenger del 2019 e si mette però in luce in quella giocata in novembre a Bratislava con la sua prima vittoria su un top 100 del ranking, il nº 89 Kamil Majchrzak; si ripete nei quarti di finale eliminando il nº 99 Lloyd Harris e perde in semifinale contro Damir Džumhur. Nel marzo 2020 esordisce in Coppa Davis in occasione della sfida vinta 3-1 contro la Slovacchia valida per le qualificazioni alla fase finale, viene schierato in doppio con Jonáš Forejtek e vengono sconfitti da Filip Polášek / Igor Zelenay.

### 2021, primi titoli Challenger in singolare
Nel febbraio 2021 raggiunge la finale in doppio in entrambi i Challenger 80 di Potchefstroom, vincendo la prima; con questi risultati migliora il proprio best ranking salendo al 124º posto. In aprile conquista il primo titolo Challenger in singolare sconfiggendo Gastão Elias nella finale di Oeiras. Continua a salire in classifica in entrambe le specialità; in singolare vince altri Challenger in luglio a Iași e in settembre al Challenger 125 di Stettino, portandosi in ottobre al 141º posto, mentre in doppio raggiunge tre finali nel giro di due mesi, perde quella di Prostějov e si aggiudica i titoli a Poznań e a San Marino, portando in agosto il miglior ranking in 114ª posizione. A fine stagione vince il torneo di doppio al Challenger di Bergamo.

### 2022, quattro titoli Challenger in doppio
Eliminato nelle qualificazioni in singolare agli Australian Open 2022, nella prima parte della stagione si mette in luce in doppio, all'esordio stagionale vince il torneo Challenger di Traralgon assieme a Manuel Guinard e a marzo quello di Zara in coppia con Andrea Vavassori. Ad aprile perde la finale di doppio all'Oeiras Challenger II e raggiunge due semifinali Challenger in singolare. Al suo 17º tentativo, supera per la prima volta le qualificazioni in un torneo del Grande Slam al Roland Garros con i successi su Federico Gaio, Altuğ Çelikbilek e nell'incontro decisivo su Franco Agamenone. Al turno di esordio vince il suo primo incontro nel circuito maggiore eliminando in 4 set Lucas Pouille, al secondo turno si aggiudica il terzo set contro il nº 4 del mondo Stefanos Tsitsipas, spreca alcuni set-point nel secondo e quarto parziale e cede in quattro set dopo un incontro molto equilibrato; i risultati di Parigi lo portano al 111º posto mondiale, nuovo best ranking.
Si qualifica per il tabellone principale anche a Wimbledon ed esce al primo turno. Consegue i migliori risultati del periodo successivo nei tornei Challenger di doppio con il titolo vinto a Zugo, con cui porta il best ranking al 110º posto, e la finale raggiunta a Tulln an der Donau. In singolare ha invece inizio dopo Wimbledon una serie quasi ininterrotta di sconfitte e a settembre crolla oltre il 200º posto del ranking. Continua a fare risultati in doppio con la semifinale raggiunta a Sibiu e il titolo vinto in ottobre a Lisbona.

### 2023, un titolo Challenger in singolare e tre in doppio
Nel febbraio 2023 perde la finale in singolare al Challenger di Vilnius e rientra tra i migliori 200 del ranking ATP. Dopo aver disputato tre semifinali in doppio, ad aprile perde in finale a Barletta in coppia con Denys Molčanov. A fine mese vince il primo titolo stagionale a Ostrava (il primo in singolare dopo quasi due anni) sconfiggendo in finale Máté Valkusz. Nel periodo successivo raggiunge in singolare la semifinale al Poznań Open e il terzo turno di qualificazione agli US Open, mentre in doppio perde tre semifinali Challenger. A settembre vince il Challenger 100 di Tulln an der Donau in coppia con Blaž Rola e perde la finale al Challenger 125 di Stettino assieme a Sergio Martos Gornés. Verso fine stagione vince con Karol Drzewiecki i titoli a Lisbona e a Matsuyama.

### 2024-2025, tre titoli Challenger in doppio e uno in singolare
Dopo alcune apparizioni nei quarti di finale in singolare nei Challenger, a settembre scende al 463º posto mondiale, torna a giocare i tornei ITF e ne vince uno in ottobre. In doppio perde a marzo la finale allo Zadar Open e ad aprile vince l'Open Città della Disfida in coppia con Tseng Chun-Hsin. Negli ultimi otto mesi del 2024 gioca un solo torneo di doppio e a ottobre vince un torneo ITF in singolare. Nel gennaio 2025 perde la finale di doppio al Nonthaburi Challenger. Raggiunge poi in doppio quattro finali consecutive, vince le due ITF disputate ad Antalya e perde le due finali Challenger a Kigali. Torna a vincere un Challenger in doppio dopo quasi un anno allo Zadar Open e si ripete a maggio con il titolo conquistato all'Open Bogotá. In singolare vince nella prima parte del 2025 due tornei ITF e ad agosto torna a vincere un Challenger di specialità dopo oltre due anni al Sofia Challenger con il successo in finale sul boliviano Murkel Dellien.

## Statistiche
Aggiornate al 16 agosto 2025.

### Tornei minori

#### Singolare

##### Vittorie (9)
| Legenda tornei minori |
| Challenger (4)        |
| Futures (5)           |

| N.  | Data            | Torneo                                       | Superficie  | Avversario in finale | Punteggio     |
| 1.  | 13 marzo 2016   | Croatia F2, Parenzo                          | Terra rossa | Yannick Maden        | 4-6, 6-4, 6-2 |
| 2.  | 22 maggio 2016  | Czech Republic F2, Praga                     | Terra rossa | Clement Geens        | 6-3, 6-2      |
| 3.  | 18 giugno 2017  | Poland F1, Sopot                             | Terra rossa | Kamil Majchrzak      | 6-3, 6-2      |
| 4.  | 16 luglio 2017  | Poland F5, Mrągowo                           | Terra rossa | Laurynas Grigelis    | 7-5, 1-0 rit. |
| 5.  | 4 aprile 2021   | Oeiras Challenger, Oeiras                    | Terra rossa | Gastão Elias         | 6-4, 7-5      |
| 6.  | 18 luglio 2021  | Iași Open, Iași                              | Terra rossa | Hugo Gaston          | 7-5, 4-6, 6-4 |
| 7.  | 19 luglio 2021  | Szczecin Open, Stettino                      | Terra rossa | Kamil Majchrzak      | 7-6(4), 7-5   |
| 8.  | 30 aprile 2023  | Ostrava Open, Ostrava                        | Terra rossa | Máté Valkusz         | 6-3, 6-2      |
| 9.  | 13 ottobre 2024 | M15 Grodzisk Mazowiecki, Grodzisk Mazowiecki | Cemento     | Jasza Szajrych       | 6-3, 6-4      |
| 10. | 16 agosto 2025  | Sofia Challenger, Sofia                      | Terra rossa | Murkel Dellien       | 6-2, 6-2      |

##### Sconfitte in finale (11)
| Legenda tornei minori |
| Challenger (2)        |
| Futures (9)           |

| N.  | Data              | Torneo                        | Superficie    | Avversario in finale   | Punteggio        |
| 1.  | 20 marzo 2016     | Croatia F3, Pola              | Terra rossa   | Pedro Martínez         | 3-6, 1-6         |
| 2.  | 1 maggio 2016     | Ostrava Open, Ostrava         | Terra rossa   | Constant Lestienne     | 7-6(5), 1-6, 2-6 |
| 3.  | 8 maggio 2016     | Hungary F3, Seghedino         | Terra rossa   | Germain Gigounon       | 1-6, 0-6         |
| 4.  | 19 marzo 2017     | Croatia F2, Parenzo           | Terra rossa   | Riccardo Bellotti      | 4-6, 3-6         |
| 5.  | 2 aprile 2017     | Croatia F4, Abbazia           | Terra rossa   | Laslo Djere            | 5-7, 4-6         |
| 6.  | 16 aprile 2017    | Kazakhstan F3, Şımkent        | Terra rossa   | Mario Vilella Martínez | 4-6, 6-3, 0-6    |
| 7.  | 23 aprile 2017    | Kazakhstan F4, Şımkent        | Terra rossa   | Danilo Petrović        | 6(3)-7, 3-6      |
| 8.  | 27 agosto 2017    | Poland F10, Poznań            | Terra rossa   | Mats Moraing           | 6(5)-7, 4-6      |
| 9.  | 10 settembre 2017 | Hungary F8, Székesfehérvár    | Terra rossa   | Enrique López Pérez    | 1-6, 1-6         |
| 10. | 29 ottobre 2017   | Estonia F2, Tartu             | Sintetico (i) | Harri Heliövaara       | 3-6, 5-7         |
| 11. | 12 febbraio 2023  | Vitas Gerulaitis Cup, Vilnius | Cemento (i)   | Liam Broady            | 4-6, 4-6         |

#### Doppio

##### Vittorie (30)
| Legenda tornei minori |
| Challenger (23)       |
| Futures (7)           |

| N.  | Data              | Torneo                                              | Superficie  | Compagno            | Avversari in finale                             | Punteggio           |
| 1.  | 4 ottobre 2015    | Croatia F18, Salona                                 | Terra rossa | Tomáš Toman         | Stefan Kozlov Nino Serdarušić                   | 6-4, 2-6, [10-6]    |
| 2.  | 3 luglio 2016     | Czech Republic F4, Pardubice                        | Terra rossa | Jan Hernych         | Roman Jebavý David Novák                        | 6-1, 6-4            |
| 3.  | 19 marzo 2017     | Croatia F2, Parenzo                                 | Terra rossa | Nino Serdarušić     | Ivan Sabanov Matej Sabanov                      | 6-3, 6-3            |
| 4.  | 26 marzo 2017     | Croatia F3, Umago                                   | Terra rossa | Nino Serdarušić     | Hernán Casanova Juan Pablo Ficovich             | 7-5, 6-0            |
| 5.  | 23 aprile 2017    | Kazakhstan F4, Şımkent                              | Terra rossa | Nino Serdarušić     | Mario Vilella Martínez Alexander Zhurbin        | 6-2, 6-2            |
| 6.  | 21 maggio 2017    | Samarkand Challenger, Samarcanda                    | Terra rossa | Laurynas Grigelis   | Prajnesh Gunneswaran Vishnu Vardan              | 7-6(2), 6-3         |
| 7.  | 6 agosto 2017     | Liberec Open, Liberec                               | Terra rossa | Laurynas Grigelis   | Tomasz Bednarek David Pel                       | 6-3, 6-4            |
| 8.  | 20 agosto 2017    | Internazionali del Friuli Venezia Giulia, Cordenons | Terra rossa | Roman Jebavý        | Matwé Middelkoop Igor Zelenay                   | 6-2, 6-3            |
| 9.  | 7 ottobre 2018    | Almaty Challenger, Almaty                           | Cemento (o) | Lukáš Rosol         | Timur Khabibulin Evgeny Karlovskiy              | 6-3, 6-1            |
| 10. | 20 gennaio 2019   | Koblenz Open, Coblenza                              | Cemento (i) | Adam Pavlásek       | Jürgen Melzer Filip Polášek                     | 6-3, 6-4            |
| 11. | 24 febbraio 2019  | Internazionali di Bergamo, Bergamo                  | Cemento (i) | Laurynas Grigelis   | Tomislav Brkić Dustin Brown                     | 7-5, 7-6(7)         |
| 12. | 23 febbraio 2020  | Internazionali di Bergamo, Bergamo                  | Cemento (i) | Julian Ocleppo      | Luca Margaroli Andrea Vavassori                 | 6-4, 6-3            |
| 13. | 12 settembre 2020 | Czech Open, Prostějov                               | Terra rossa | Lukáš Rosol         | Sriram Balaji Divij Sharan                      | 6-2, 2-6, [10-6]    |
| 14. | 5 dicembre 2020   | Maia Challenger, Maia                               | Terra rossa | Andrea Vavassori    | Lloyd Glasspool Harri Heliövaara                | 6-3, 6-4            |
| 15. | 13 febbraio 2021  | PotchOpen, Potchefstroom                            | Cemento     | Marc-Andrea Hüsler  | Peter Polansky Brayden Schnur                   | 6-4, 2-6, [10-4]    |
| 16. | 31 luglio 2021    | Poznań Open, Poznań                                 | Terra rossa | Jiří Lehečka        | Karol Drzewiecki Aleksandar Vukic               | 6-4, 3-6, [10-5]    |
| 17. | 15 agosto 2021    | San Marino Open, San Marino                         | Terra rossa | Luis David Martínez | Rafael Matos João Menezes                       | 1-6, 6-3, [10-3]    |
| 18. | 6 novembre 2021   | Internazionali di Tennis di Bergamo, Bergamo        | Cemento (i) | Jiří Lehečka        | Lloyd Glasspool Harri Heliövaara                | 6-4, 6-4            |
| 19. | 8 gennaio 2022    | Traralgon Challenger, Traralgon                     | Cemento     | Manuel Guinard      | Marc-Andrea Hüsler Dominic Stricker             | 6-3, 6-4            |
| 20. | 26 marzo 2022     | Zadar Open, Zara                                    | Terra rossa | Andrea Vavassori    | Franco Agamenone Manuel Guinard                 | 3-6, 7-6(7), [10-6] |
| 21. | 30 luglio 2022    | Zug Open, Zugo                                      | Terra rossa | Adam Pavlásek       | Karol Drzewiecki Patrik Niklas-Salminen         | 6-3, 7-5            |
| 22. | 1º ottobre 2022   | Lisboa Belém Open, Lisbona                          | Terra rossa | Gonçalo Oliveira    | Vladyslav Manafov Oleg Prihodko                 | 6-1, 7-6(4)         |
| 23. | 9 settembre 2023  | NÖ Open, Tulln an der Donau                         | Terra rossa | Blaž Rola           | Piotr Matuszewski Kai Wehnelt                   | 6-4, 4-6, [10-6]    |
| 24. | 7 ottobre 2023    | Lisboa Belém Open, Lisbona                          | Terra rossa | Karol Drzewiecki    | Jaime Faria Henrique Rocha                      | 6-2, 7-6(5)         |
| 25. | 11 novembre 2023  | Ehime International Open, Matsuyama                 | Cemento     | Karol Drzewiecki    | Toshihide Matsui Kaito Uesugi                   | 6-3, 6-2            |
| 26. | 6 aprile 2024     | Open Città della Disfida, Barletta                  | Terra rossa | Tseng Chun-Hsin     | Théo Arribage Benjamin Bonzi                    | 1-6, 6-3, [10-7]    |
| 27. | 1º febbraio 2025  | M25 Antalya Adalia                                  | Terra rossa | Nino Serdarušić     | Manuel Mazza Andrea Picchione                   | 6-3, 7-6(4)         |
| 28. | 8 febbraio 2025   | M25 Antalya Adalia                                  | Terra rossa | Nino Serdarušić     | Gabriel Ghetu Ivan Gretskiy                     | 6-0, 6-2            |
| 29. | 22 marzo 2025     | Zadar Open, Zara                                    | Terra rossa | Neil Oberleitner    | Denys Molčanov Mick Veldheer                    | 6-3, 6-4            |
| 30. | 17 maggio 2025    | Open Bogotá, Bogotà                                 | Terra rossa | Luís Britto         | Arklon Huertas del Pino Conner Huertas del Pino | 6-4, 7-6(4)         |

##### Sconfitte in finale (24)
| Legenda tornei minori |
| Challenger (18)       |
| Futures (6)           |

| N.  | Data              | Torneo                                              | Superficie  | Compagno             | Avversari in finale                        | Punteggio           |
| 1.  | 22 marzo 2015     | Croatia F5, Pola                                    | Terra rossa | Dominik Süč          | Ivan Sabanov Matej Sabanov                 | 6-4, 0-6, [7-10]    |
| 2.  | 16 agosto 2015    | Poland F1, Koszalin                                 | Terra rossa | Petr Michnev         | Marcin Gawron Grzegorz Panfil              | 0-6, 4-6            |
| 3.  | 8 maggio 2016     | Hungary F3, Seghedino                               | Terra rossa | Victor Vlad Cornea   | Gábor Borsos Ádám Kellner                  | 2-6, 1-6            |
| 4.  | 22 maggio 2016    | Czech Republic F2, Praga                            | Terra rossa | Petr Michnev         | Andreas Mies Oscar Otte                    | 0-6, 4-6            |
| 5.  | 11 giugno 2016    | TK Sparta Praga Challenger, Praga                   | Terra rossa | Matěj Vocel          | Tomasz Bednarek Nikola Mektić              | 4-6, 7-5, [7-10]    |
| 6.  | 13 agosto 2016    | Italy F24, Cornaiano                                | Terra rossa | Bastian Malla        | Jonathan Eysseric José Hernández-Fernández | 6(2)-7, 6-2, [4-10] |
| 7.  | 20 agosto 2016    | Internazionali del Friuli Venezia Giulia, Cordenons | Terra rossa | Roman Jebavý         | Andre Begemann Aljaksandr Bury             | 7-5, 4-6, [9-11]    |
| 8.  | 9 ottobre 2016    | Hungary F8, Balatonboglár                           | Terra rossa | Pavel Nejedlý        | Gábor Borsos Ádám Kellner                  | 6-3, 2-6, [8-10]    |
| 9.  | 27 novembre 2016  | Internazionali di Tennis Castel del Monte, Andria   | Cemento (i) | Roman Jebavý         | Wesley Koolhof Matwé Middelkoop            | 3-6, 3-6            |
| 10. | 7 gennaio 2018    | Bangkok Challenger, Bangkok                         | Cemento (o) | Gonçalo Oliveira     | Marcel Granollers Gerard Granollers        | 3-6, 6(6)-7         |
| 11. | 15 luglio 2018    | Båstad Challenger, Båstad                           | Terra rossa | Gonçalo Oliveira     | Harri Heliövaara Henri Laaksonen           | 4-6, 3-6            |
| 12. | 12 maggio 2019    | Braga Open, Braga                                   | Terra rossa | Kimmer Coppejans     | Gerard Granollers Pujol Fabrício Neis      | 4-6, 3-6            |
| 13. | 23 agosto 2020    | I. ČLTK Prague Open, Praga                          | Terra rossa | Lukáš Rosol          | Pierre-Hugues Herbert Arthur Rinderknech   | 3-6, 4-6            |
| 14. | 17 ottobre 2020   | Lisboa Belém Open, Lisbona                          | Terra rossa | Harri Heliövaara     | Roberto Cid Subervi Gonçalo Oliveira       | 6(5)-7, 6-4, [4-10] |
| 15. | 20 febbraio 2021  | PotchOpen, Potchefstroom                            | Cemento     | Julien Cagnina       | Raven Klaasen Ruan Roelofse                | 4-6, 4-6            |
| 16. | 20 giugno 2021    | Czech Open, Prostějov                               | Terra rossa | Roman Jebavý         | Aleksandr Nedovjesov Gonçalo Oliveira      | 6-1, 6(5)-7, [6-10] |
| 17. | 9 aprile 2022     | Oeiras Challenger II, Oeiras                        | Terra rossa | Adam Pavlásek        | Nuno Borges Francisco Cabral               | 4-6, 0-6            |
| 18. | 10 settembre 2022 | NÖ Open, Tulln an der Donau                         | Terra rossa | Denis Molchanov      | Alexander Erler Lucas Miedler              | 3-6, 4-6            |
| 19. | 8 aprile 2023     | Open Barletta, Barletta                             | Terra rossa | Denis Molchanov      | Flavio Cobolli Jacopo Berrettini           | 6-1, 5-7, [6-10]    |
| 20. | 17 settembre 2023 | Szczecin Open, Stettino                             | Terra rossa | Sergio Martos Gornés | Andrew Paulson Vitaliy Sachko              | 1-6, 6(6)-7         |
| 21. | 23 marzo 2024     | Zadar Open, Zara                                    | Terra rossa | Roman Jebavý         | Manuel Guinard Gregoire Jacq               | 4-6, 4-6            |
| 22. | 4 gennaio 2025    | Nonthaburi Challenger, Nonthaburi                   | Cemento     | Neil Oberleitner     | Kokoro Isomura Rio Noguchi                 | 6(3)-7, 6(9)-7      |
| 23. | 1º marzo 2025     | Rwanda Challenger I, Kigali                         | Terra rossa | Geoffrey Blancaneaux | Jesper de Jong Max Houkes                  | 3-6, 5-7            |
| 24. | 8 marzo 2025      | Rwanda Challenger II, Kigali                        | Terra rossa | Geoffrey Blancaneaux | Siddhant Banthia Alexander Donski          | 4-6, 7-5, [8-10]    |